# برايف إنترتينمنت
برايف إنترتينمنت ((الكورية: 브레이브 엔터테인먼트)) هي شركة تسجيل كورية جنوبية، تأسست في عام 2008، بواسطة كانغ دونغ شول الملقب بـ «برايف براذرز» وهو مغني راب من كوريا الجنوبية، ومنتج تسجيلات وكاتب أغاني.

## الشركة
تأسست شركة برايف إنترتينمنت في عام 2008، بواسطة برايف براذرز بعد أن ترك العمل في واي جي إنترتينمنت. تعاون برايف براذرز مع ستارشيب إنترتينمنت، وتم الإعلان عن إنتاج أغنية لفرقة الفتيات «سيستار» وكانت بعنوان "Push Push"  

## الفنانين
- Brave Brothers
- بريف قيرلز
- بيغ ستار
- دارك بي DKB
- كيم سامويل

## ممثلون
- جونغ مان سيك
- كيم سا رانغ

## وصلات خارجية
- Brave Sound